# Anumeta languida
Anumeta languida là một loài bướm đêm trong họ Erebidae.